# John Deere 9320
Le John Deere 9320 est un tracteur agricole articulé à quatre roues motrices de taille égale produit par la firme John Deere.
D'une puissance de 405 ch DIN, il est fabriqué dans l'usine américaine du groupe à Waterloo (Iowa) entre 2001 et 2007.

## Historique
John Deere a toujours cherché à compléter ses gammes de tracteurs vers le haut avec des gros articulés depuis le 7020 apparu en 1971.
Le 9320 est produit de 2001 à 2007 dans l'usine américaine de  Waterloo (Iowa). Ce tracteur est largement vendu aux États-Unis, en Australie et dans les pays de l'ex-URSS. Son grand gabarit et l'absence d'outils adaptés limitent son implantation en Europe de l'Ouest.

## Caractéristiques
Le John Deere 9320 est un tracteur à châssis articulé et à quatre roues motrices égales, l'articulation se faisant derrière la cabine de conduite.
Jusqu'en 1996, John Deere équipait ses tracteurs de forte puissance de moteurs fabriqués par Cummins ; depuis, il produit lui-même ce type de moteurs. Le John Deere 9320 est donc équipé d'un moteur Diesel John Deere « Powertech » à six cylindres (127 mm d'alésage et 165 mm de course) en ligne, d'une cylindrée totale de 12,5 litres ; ce moteur à injection directe à rampe commune dispose d'un turbocompresseur et d'un intercooler. Dans cette configuration, il développe une puissance maximale de 405 ch DIN au régime de 2 100 tr/min. Sa conception fait que ses émissions polluantes sont réduites.
| Image externe |                                      |
|               | John Deere 9320T sur TractorData.com |

John Deere propose deux types de transmissions pour ce modèle : une transmission à vingt-quatre rapports avant et six arrière ou une transmission à dix-huit rapports avant et six arrière. Seule cette seconde version est disponible sur le marché européen ; elle est commandée par un seul levier à impulsions. La vitesse maximale du tracteur est de 40 km/h.
Cinq distributeurs hydrauliques, à l'arrière du tracteur permettent d'actionner autant de vérins sur l'équipement attelé.
Le John Deere 9320 est équipé de la cabine « Tech Center » et l'ensemble des commandes est regroupé sur l'accoudoir droit du siège (« Command Arm ») et sur une console latérale. Il n'a pas d'accélérateur au pied.
Malgré le gabarit du tracteur, son rayon de braquage est de 4,45 m. Sa masse à vide en ordre de marche s'établit à 15 000 kg.
En option, le tracteur peur être équipé d'une prise de force arrière tournant à 1 000 tr/min et d'un relevage arrière permettant de soulever jusqu'à 9 200 kg. Une version sur chenilles en caoutchouc est proposée, dénommée 9320T mais, dans ce cas, le châssis n'est plus articulé.